# Panurginus
Panurginus is een geslacht van vliesvleugelige insecten uit de familie Andrenidae

## Soorten
- P. albopilosus (Lucas, 1846)
- P. alpinus (Warncke, 1972)
- P. alticolus Morawitz, 1876
- P. annulatus (Sichel, 1859)
- P. armaticeps Cockerell, 1916
- P. atramontensis Crawford, 1926
- P. atriceps (Cresson, 1878)
- P. barletae Patiny, 2002
- P. beardsleyi (Cockerell, 1904)
- P. bilobatus Michener, 1937
- P. brullei (Lepeletier, 1841)
- P. ceanothi Michener, 1935
- P. clarus (Warncke, 1987)
- P. corpanus (Warncke, 1972)
- P. crawfordi Cockerell, 1914
- P. cressoniellus Cockerell, 1898
- P. emarginatus Michener, 1935
- P. flavipes Morawitz, 1895
- P. flavotarsus Wu, 1992
- P. gabrielis Michener, 1935
- P. gracilis Michener, 1935
- P. herzi Morawitz, 1892
- P. ineptus Cockerell, 1922
- P. labiatus (Eversmann, 1852)
- P. lactipennis Friese, 1897
- P. maritimus Michener, 1935
- P. melanocephalus (Cockerell, 1926)
- P. minutulus (Warncke, 1987)
- P. montanus Giraud, 1861
- P. morawitzii Friese, 1897
- P. niger Nylander, 1848
- P. nigrellus Crawford, 1926
- P. nigrihirtus Michener, 1935
- P. nigripes Morawitz, 1880
- P. occidentalis (Crawford, 1916)
- P. picipes Morawitz, 1890
- P. polytrichus Cockerell, 1909
- P. ponticus (Warncke, 1972)
- P. potentillae (Crawford, 1916)
- P. romani Aurivillius, 1914
- P. schwarzi (Warncke, 1972)
- P. semiopacus Morawitz, 1895
- P. sericatus (Warncke, 1972)
- P. tunensis (Warncke, 1972)
- P. turcomanicus Popov, 1936
- P. tyrolensis Richards, 1932